# Palamás
Palamás (griego: Παλαμάς) es un municipio de la República Helénica perteneciente a la unidad periférica de Karditsa de la periferia de Tesalia.
El municipio se formó en 2011 mediante la fusión de los antiguos municipios de Fyllo, Palamás y Séllana, que pasaron a ser unidades municipales. El municipio tiene un área de 382,72 km², de los cuales 154,08 pertenecen a la unidad municipal de Palamás.
En 2011 el municipio tenía 16 726 habitantes, de los cuales 8903 vivían en la unidad municipal de Palamás.
La localidad se ubica unos 15 km al noreste de Karditsa.